# Edwin Earl Floyd
Edwin Earl Floyd (Eufaula, Alabama, 1924 – 9 de dezembro de 1990) foi um matemático estadunidense, que trabalhou principalmente com topologia.
Floyd estudou na Universidade do Alabama, obtendo o bacharelado em 1943. Obteve um doutorado em 1948 na Universidade de Virgínia, orientado por Gordon Thomas Whyburn, com a tese The extension of homeomorphisms.
Foi palestrante convidado do Congresso Internacional de Matemáticos em Estocolmo (1962- Some connections between cobordism and transformation groups).

## Publicações selecionadas

### Artigos
- «A nonhomogeneous minimal set». Bull. Amer. Math. Soc. 55 (10): 957–960. 1949. MR 0033535. doi:10.1090/s0002-9904-1949-09318-7
- «On periodic maps and the Euler characteristics of associated spaces». Trans. Amer. Math. Soc.: 138–147. 1952. doi:10.2307/1990658
- «Real-valued mappings of spheres». Proc. Amer. Math. Soc. 6 (6): 957–959. 1955. MR 0073978. doi:10.1090/s0002-9939-1955-0073978-9
- «Fixed point sets of compact abelian Lie groups of transformations». Annals of Mathematics. 66 (1): 30–35. 1957. doi:10.2307/1970115
- com R. W. Richardson: «An action of a finite group on an 𝑛-cell without stationary points». Bull. Amer. Math. Soc. 65 (2): 73–76. 1959. MR 0100848. doi:10.1090/s0002-9904-1959-10282-2
- com Pierre E. Conner: «Fixed point free involutions and equivariant maps». Bull. Amer. Math. Soc. 66 (6): 416–441. 1960. MR 0163310. doi:10.1090/s0002-9904-1960-10492-2
- com P. E. Conner: «Maps of odd period». Annals of Mathematics. 84 (2): 132–156. 1966. doi:10.2307/1970515
- com P. E. Conner: «On the construction of periodic maps withour fixed points». Proc. Amer. Math. Soc. 10 (3): 354–360. 1959. MR 0105115. doi:10.1090/s0002-9939-1959-0105115-x
- com P. E. Conner: «Differential periodic maps». Bull. Amer. Math. Soc. 68 (2): 76–86. 1962. MR 0133834. doi:10.1090/s0002-9904-1962-10730-7
- «Stiefel-Whitney numbers of quaternionic and related manifolds». Trans. Amer. Math. Soc. 155: 77–94. 1971. MR 0273632. doi:10.1090/s0002-9947-1971-0273632-8

### Livros
- com Pierre E. Conner: Differentiable periodic maps. Col: Ergebnisse der Mathematik und ihrer Grenzgebiete. [S.l.]: Springer. 1964 2nd edn. 1979
- com P. E. Conner: The relation of cobordism to K-theories. Col: Lecture Notes in Mathematics, vol. 28. [S.l.: s.n.] 1966
- com P. E. Conner: Torsion in 𝑆𝑈-bordism. Col: No. 60. American Mathematical Society. [S.l.: s.n.] 1966